# Koclířov
Koclířov (německy Ketzelsdorf) je obec v okrese Svitavy v Pardubickém kraji. Leží v oblasti Hřebečsko východně od města Svitavy. Protáhlá zástavba se nachází v údolí potoka Třebovka. Katastr obce zasahuje na obě strany historické česko-moravské zemské hranice, přičemž k Moravě náleží jen les a zemědělské plochy na jihovýchodě a asi polovina osady Hřebče, která k obci také náleží. Tato moravská část obce původně náležela ke katastrálním územím Moravská Kamenná Horka (dnes součást obce Kamenná Horka) a Boršov u Moravské Třebové (dnes součást města Moravské Třebové), a ke Koclířovu byla připojena až k 1. lednu 1953. Nadmořská výška obce je 502 metrů nad mořem. Žije zde 750 obyvatel. Obec patří do správního obvodu obce s rozšířenou působností Svitavy. Obec je součástí Mikroregionu Svitavsko a Místní akční skupiny MAS Svitava.

## Název
Prvním pojmenováním vesnice v roce 1347 byl Cunczendorf (Kuncova ves). Od roku 1412 se nazývala jako Kecendorf a patřila pod správu Litomyšlského panství. V roce 1815 se již začal používat český název obce, nejprve však jako Kocléřov a až později Koclířov. Mezi lety 1850 až 1950 Koclířov (Ketzelsdorf) patřil k okresu Litomyšl, od roku 1950 k okresu Svitavy.

## Historie
První písemná zmínka o obci pochází z roku 1347, kdy vratislavský biskup Přeclav z Pohořelé (1342–1376) rozdělil majetek premonstrátského kláštera v Litomyšli. V období třicetileté války, a jakož i za švédského tažení na Moravu byla obec několikrát vypálena a vyrabována. Další utrpení čekalo za slezských válek. V letech 1938 až 1945 bylo území obce v důsledku uzavření Mnichovské dohody přičleněno k nacistickému Německu.

### Škola
Reformy císařovny Marie Terezie přinesly v roce 1766 Koclířovu založení školy, ke které byla přiškolena také osada Hřebeč.

### Poštovní spojení
Pro obec bylo významné zavedení poštovního spojení v roce 1754 z Olomouce přes Koclířov a Svitavy do Polabí.

### Válečná příkoří
V roce 1799 se vesnicí prohnala ruská vojska generála Suvorova, v roce 1809 francouzské ležení a roku 1866 rakouský armádní sbor.

## Obyvatelstvo

### Složení obyvatel
V polovině 19. století zde žilo obyvatelstvo vesměs německé národnosti. V roce 1930 žilo v obci 1564 obyvatel.
| Rok            | 1869  | 1880  | 1890  | 1900  | 1910  | 1921  | 1930  | 1950 | 1961  | 1970 | 1980 | 1991 | 2001 | 2011 | 2021 |
| -------------- | ----- | ----- | ----- | ----- | ----- | ----- | ----- | ---- | ----- | ---- | ---- | ---- | ---- | ---- | ---- |
| Počet obyvatel | 1 604 | 1 714 | 1 682 | 1 623 | 1 653 | 1 578 | 1 564 | 824  | 1 059 | 886  | 832  | 682  | 660  | 709  | 671  |
| Počet domů     | 220   | 221   | 215   | 216   | 216   | 215   | 261   | 232  | 204   | 194  | 187  | 200  | 217  | 225  | 229  |

### Náboženský život
V roce 1848 přišel do obce první člen redemptoristického řádu a v roce 1855 zde vznikl první hospic v českých zemích. V roce 1871 byl hospic povýšen na kolej a v roce 1896 se redemptoristé přestěhovali do nově zřízeného kláštera ve Čtyřiceti Lánech u Svitav. Vystěhovanou budovu získaly školní sestry III. řádu svatého Františka a zřídily zde školu pro dívky. Činnost školy byla za okupace pozastavena a dům byl využíván jako chudobinec, po válce pak jako domov pro řádové sestry a v roce 1995 se stal sídlem Českomoravské Fatimy – Fatimského apoštolátu v ČR.

## Hospodářství

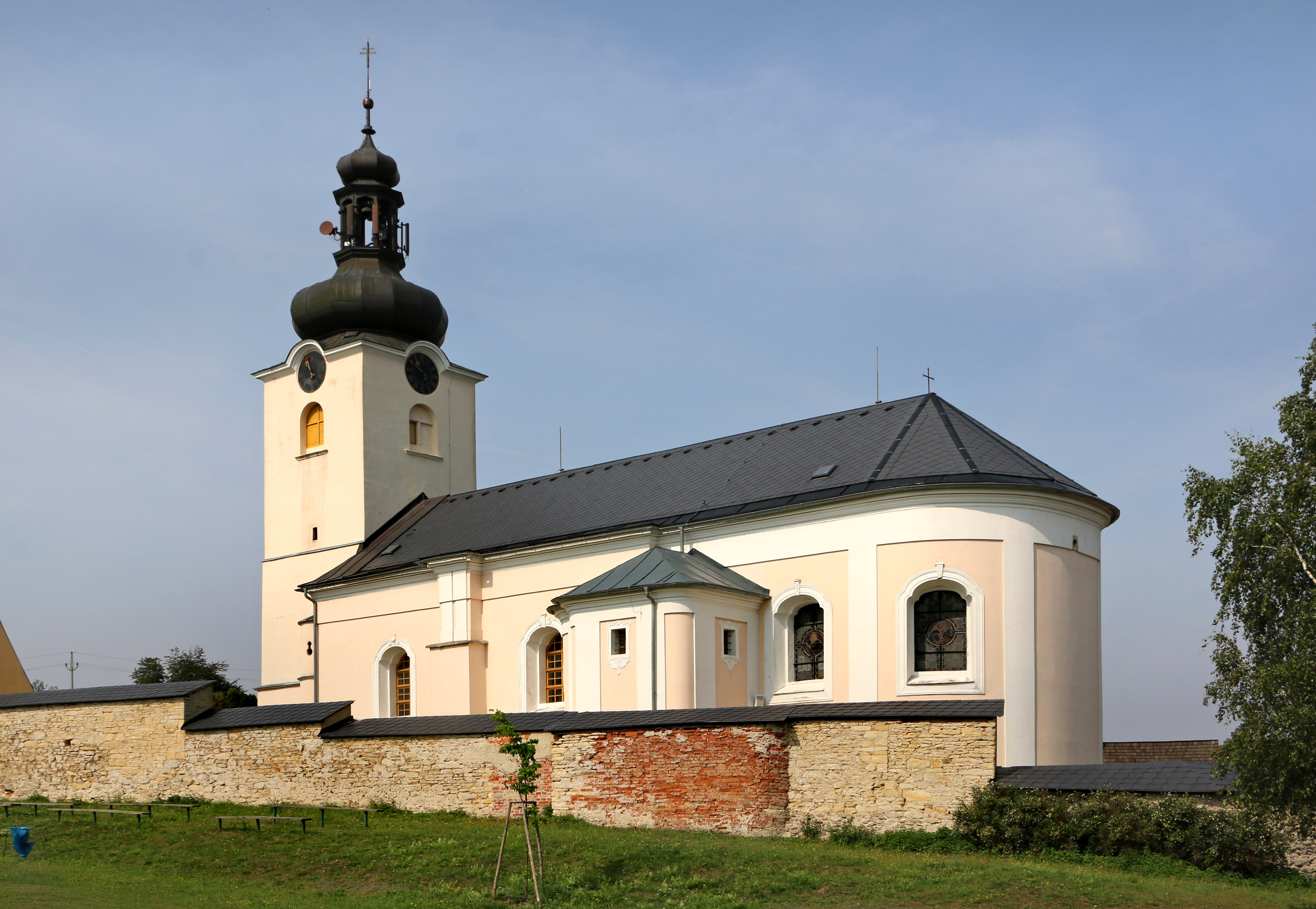
Kostel svatého Jakuba Staršího a svaté Filomeny

### Zemědělství
Díky své nadmořské výšce obec patří do oblastí s důrazem na pastevectví. Půda je zde málo úrodná.

### Průmysl
Z průmyslových odvětví zde bylo[kdy?] drtivou většinou zastoupeno kamenictví a zejména tkalcovství.

## Obecní správa a politika

### Části obce
- Hřebeč
- Koclířov

### Politika
V letech 1990 až 1997 působil jako starosta obce František Blaha, mezi lety 1997 a 2006 RSDr. Jaroslav Drozdek, mezi lety 2006 a 2008 Bohumil Kysílko, v letech 2008 až 2009 jako zastupující starosta RSDr. Jaroslav Drozdek, mezi lety 2009 a 2013 Jaromír Lenoch a od roku 2013 Jiří Tesař.

### Obecní symboly
Znak a vlajka byly obci uděleny rozhodnutím předsedy Poslanecké sněmovny Parlamentu České republiky dne 20. ledna 2005.

## Doprava
V letech 1813 až 1815 byla vybudována silnice přes Koclířov spojující Moravskou Třebovou se Svitavami, což pomohlo obyvatelstvu pro lepší spojení do práce a pro rozvoj živností. V době ČSSR se stala silnicí I. třídy I/35 a silný provoz přes obec ukončila až přeložka v souvislosti s vybudováním tunelu v Hřebči. U západního okraje obce je zaústěna silnice I/34 do trasy E442.
Nejbližší železniční stanice je ve Svitavách.

## Pamětihodnosti

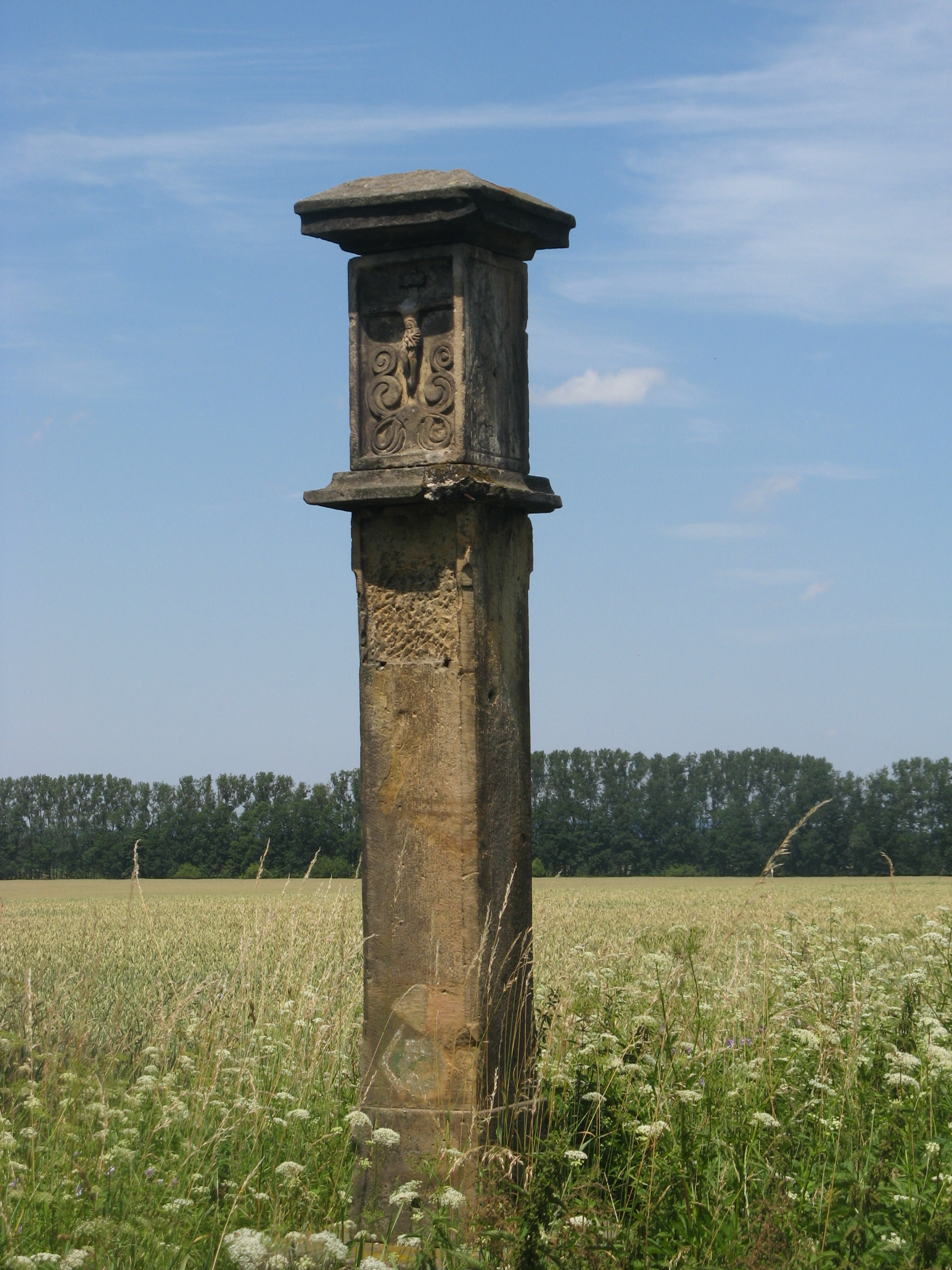
Boží muka z roku 1698

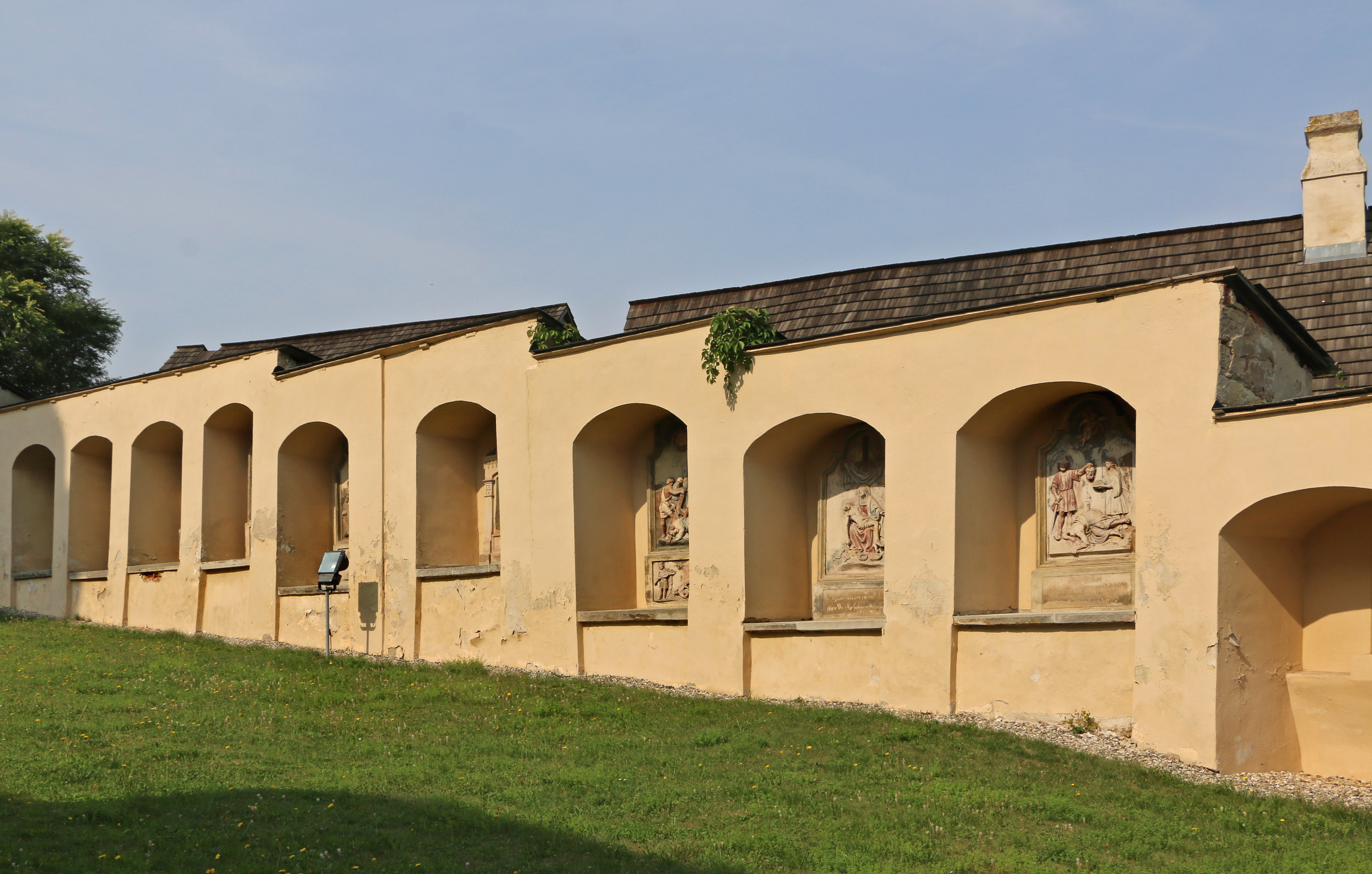
Křížová cesta u kostela

- Farní kostel svatého Jakuba Staršího a svaté Filomény postavený v roce 1347, dnešní podoba je z roku 1771. Ve zdi kostela nad vchodem se nachází kamenný kříž s datem 1771 / 18. Pod křížem je kamenná deska s letopočtem 1925. U kostela se do roku 1773 nacházela poustevna, dnes je zde poutní místo, na němž je uctívána Panna Maria Fatimská.
- Socha svatého Jana Pavla II. (2011)
- Řady barokních soch světců v ambitu a na bráně hřbitova
- Křížová cesta s kamennými reliéfy (1856-80) v ohradní zdi u kostela
- Náhrobní deska při zdi kostela s postavou rytíře v brnění a erbem. Nápis (část): A D 1594 WENCZEL FORBRIGER KETZENDORF
- Náhrobky rodiny Bierových a Lamatschových
- Bývalá římskokatolická fara (1834)
- Letohrádek (před 1701 či 1791)
- Klášter redemptoristů, dnes Českomoravská Fatima, s kostelem svatého Alfonse a Panny Marie Fatimské. Byl vybudován na svahu nad obcí roku 1844.
- Kaple svatého Josefa na Hřebči
- Tunel pod Hřebčí
- Česko-moravský hraniční kámen na Hřebči
- Zbořená barokní rychta
- Boží muka z roku 1698
- Množství soch a křížů, například pískovcový křížek na dolním (severozápadním) konci obce (u č.p. 188), s dedikací rodiny Ebertových
- Památný strom (buk) na dolním konci obce
- Pomník obětem válek[13] s úryvkem básně:

PŘIŠLI VČAS JAK

LEGENDÁRNÍ VOJSKA

Z DÁVNÝCH KRONIK

ZVÍTĚZILI

VÍTĚZSLAV NEZVAL

## Osobnosti
- Franz Kössler (1931–2020), německý biofyzik